# Filippo Terzi
Filippo Terzi (Bologna, 1520 – Setúbal, 1597) è stato un architetto e ingegnere italiano.
Fu, con Tiburzio Spannocchi, il più celebre architetto e ingegnere militare attivo nella penisola iberica durante il regno di Filippo II. 

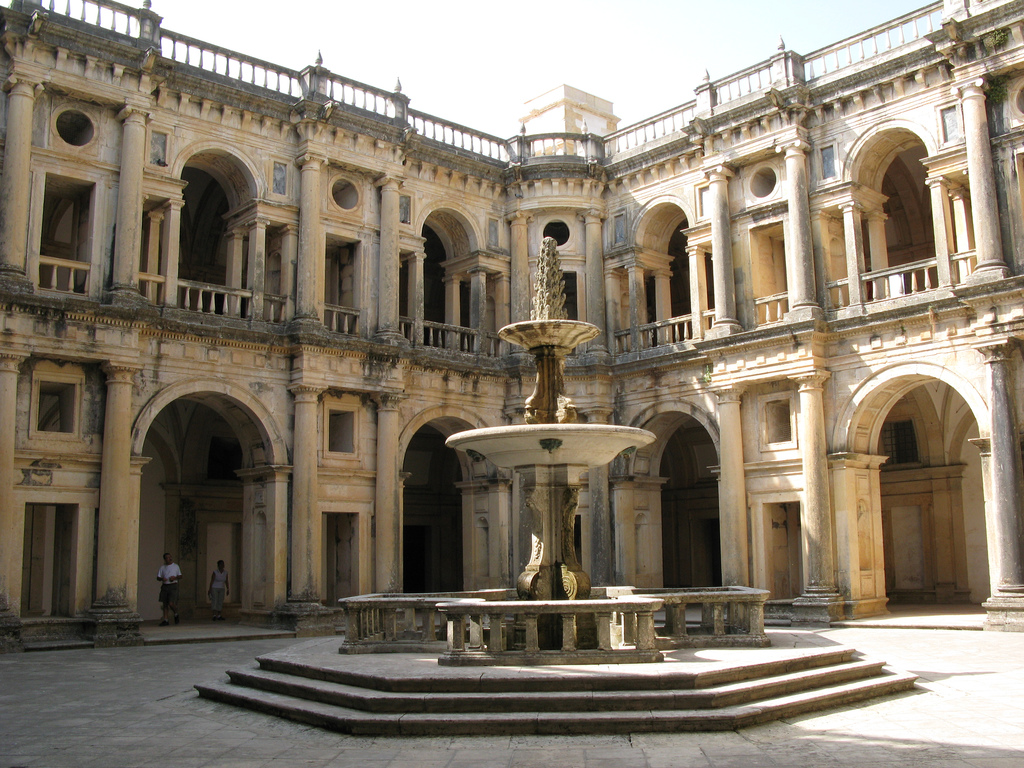
Chiostro di João III (Tomar, Convento de Cristo), rifatto e ultimato da Filippo Terzi

## Biografia

### L'Italia
Nato a Bologna nel 1520, si trasferì a Pesaro con la famiglia in giovane età. Nella città adriatica, da poco divenuta capitale del Ducato d'Urbino, Filippo studiò architettura facendosi conoscere ed apprezzare dal maestro urbinate Girolamo Genga che lo chiamò a collaborare con suo figlio Bartolomeo nel ricostruzione di Villa Miralfiore. Sempre a Pesaro il Terzi lavorò anche alla progettazione della Cavallerizza (un tempo stalle ducali, poi trasformate in teatro), agli interni di alcune chiese e agli ampliamenti di quello che oggigiorno è conosciuto come palazzo Baviera. Fu presente anche in Urbino dove progettò, assieme a Giulio da Thiene, la sopraelevazione del Palazzo Ducale con la realizzazione di un secondo piano. Ma si occupò anche di progettare la nuova piazza antistante la Corte (l'odierna Piazza del Rinascimento) e curò i lavori di ristrutturazione della Fortezza Albornoz. L'architetto fu anche attivo in altri centri del Ducato, fra cui Fossombrone (progetto del palazzo comunale) e Orciano di Pesaro (restauro e rimodellamento della preesistente Torre Malatestiana). Grande risonanza ebbe anche il rifacimento integrale e la nuova sistemazione del centro urbano di Barchi, considerato il suo capolavoro "italiano", che aprì al Terzi le porte di Roma e della corte pontificia (1576). Fu attivo anche a Fano (chiesa Madonna della Grazia), che non faceva parte del Ducato di Urbino.

### Il Portogallo

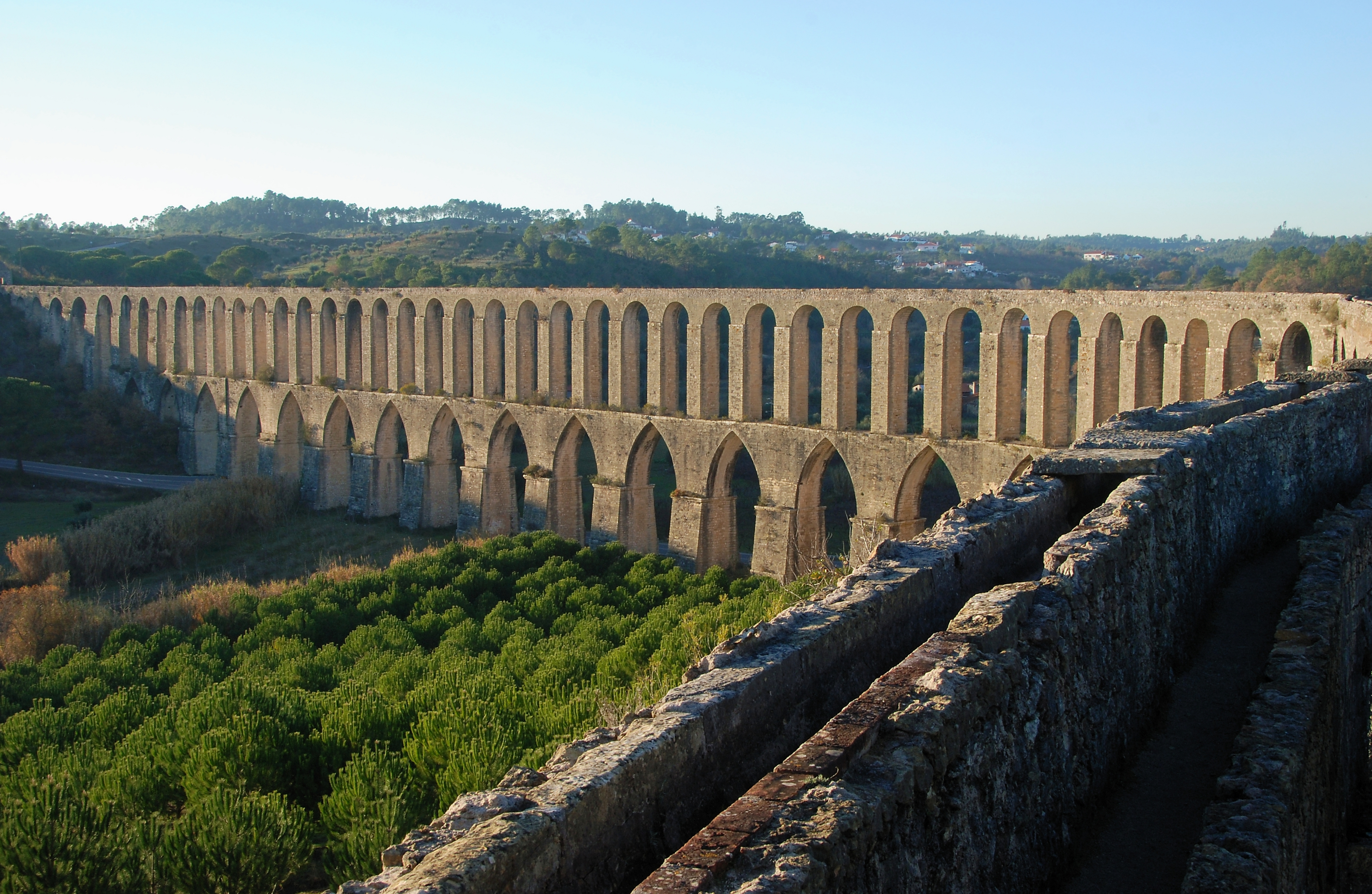
Acquedotto di Pegões Altos (Tomar)

Il soggiorno romano dell'architetto fu di breve durata: nell'aprile dell'anno successivo (1577) si trasferì a Lisbona, su invito di re Sebastiano I che egli accompagnò nella sfortunata spedizione d'Africa conclusasi con il disastro di Ksar El Kebir, in cui il sovrano trovò la morte e Terzi venne fatto prigioniero. Tornato nella città lusitana dietro pagamento di un riscatto, divenne qualche anno più tardi uno degli architetti di fiducia di Filippo II, che aveva appena ereditato la corona portoghese (1580), unendo dinasticamente l'intera penisola iberica. In una sua visita in Portogallo (1582) il sovrano volle conoscere personalmente l'architetto, cui affidò prima i lavori di ristrutturazione ed ampliamento delle fortificazioni della piazzaforte di Setúbal, poi le opere del chiostro principale (noto come Claustro de D. João III) del Convento de Cristo di Tomar.
Nel 1590 Filippo II nominò il Terzi sovrintendente generale dell'intero patrimonio immobiliare di proprietà della Corona e di tutti gli edifici, in costruzione o progettazione, appartenenti allo Stato portoghese. All'architetto venne affidata anche la creazione e la direzione di una scuola di architettura e ingegneria militare con sede prima a Lisbona, poi nella città universitaria di Coimbra. Fra le altre opere progettate e realizzate dal Terzi in quegli anni segnaliamo la chiesa di San Rocco (San Roque), a Lisbona, il Forte del Pessegueiro (Sines) e quello di Santiago de Barra (Viana do Castelo). La morte lo colse nel 1597, mentre stava dirigendo i lavori di costruzione del Forte de São Filipe, nella città di Setúbal.

## Opere principali

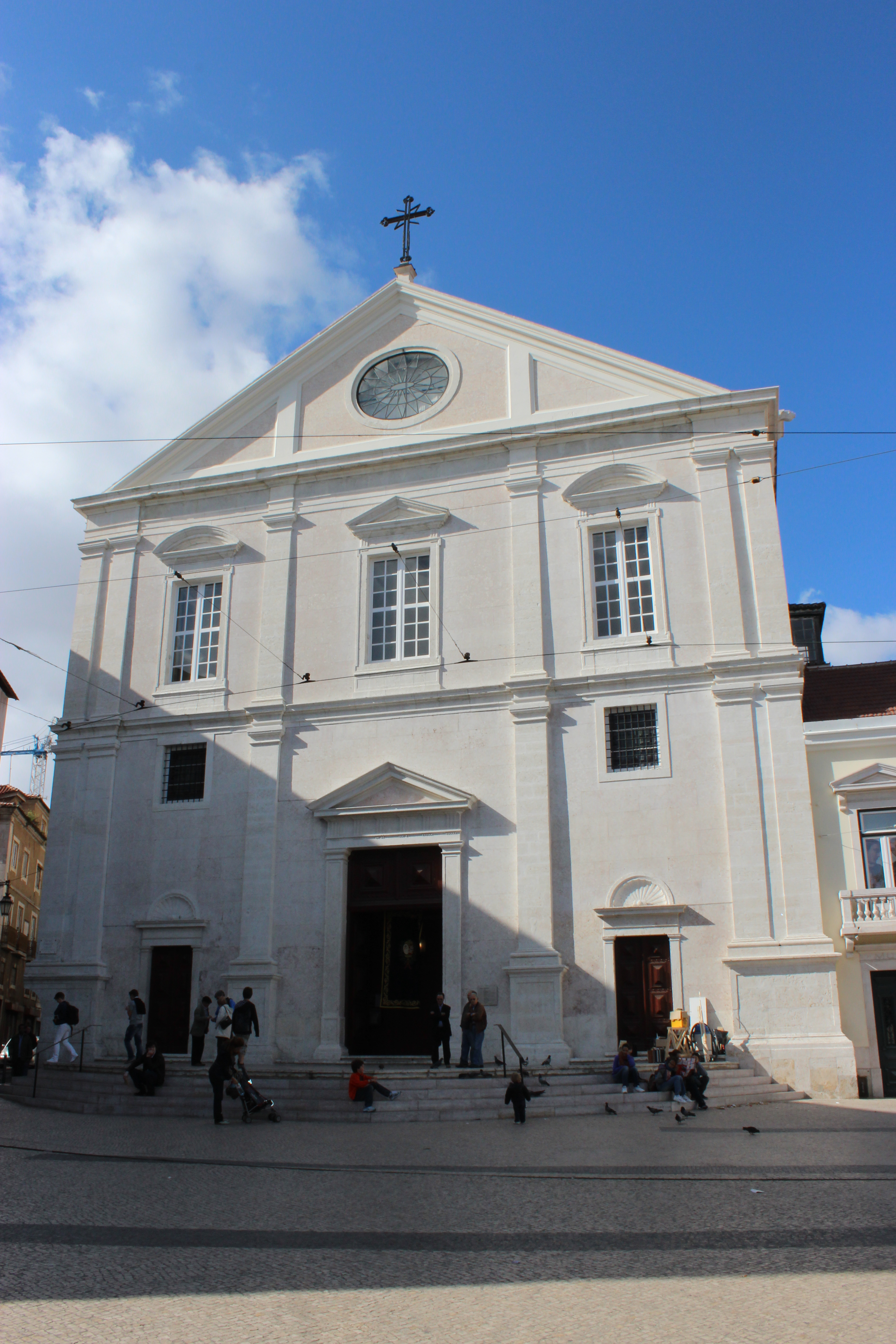
Igreja de São Roque, progettata da Filippo Terzi

L'attività professionale del Terzi può essere suddivisa in due grandi periodi: quello italiano e quello portoghese. Il primo è caratterizzato da progettazioni e realizzazioni di carattere quasi esclusivamente residenziale, civile e religioso, nel secondo prevalgono quelle legate all'architettura ed ingegneria militare. Fra le sue opere più significative segnaliamo:
- Centro urbano di Barchi, che, su iniziativa del marchese Pietro Bonarelli della Rovere, infeudato della città di Barchi nel 1571 da Guidobaldo II della Rovere, fu completamente ridisegnato dall'architetto bolognese, andando a conformare una sorta di cittadella ideale dall'impianto geometrico regolare e proporzionato
- Claustro de João III (Giovanni III) Convento de Cristo (Convento dell'Ordine di Cristo) a Tomar, iniziato dall'architetto Diogo de Torralva e completato nella parte superiore ultimato da Terzi (1582-1590 circa), unanimemente considerato uno dei capolavori del tardo rinascimento portoghese.
- Aqueduto dos Pegões, acquedotto progettato dal Terzi per portare l'acqua al convento dell'Ordine di Cristo, completato dopo la sua morte da Pedro Fernandes de Torres
- Igreja de São Vicente de Fora (chiesa del monastero di san Vincenzo fuori le mura), a Lisbona, 1582-1605 (ultimata dopo la morte del Terzi), dalle eleganti forme rinascimentali
- Forte do Pessegueiro, 1588-1590, poderosa fortezza situata in un isolotto nei pressi di Sines. Terzi si occupò delle opere fino al 1590 circa, quando fu chiamato a ricoprire la carica di sovrintendente generale da Filippo II. Costretto a rientrare a Lisbona affidò il completamento dei lavori all'architetto e ingegnere napoletano Alessandro Massai
- Forte de Santiago da Barra, 1589-1597), maestosa fortificazione a pianta pentagonale di origine quattrocentesca, quasi interamente ricostruita da Filippo Terzi. È situata nei pressi della città di Viana do Castelo
- Igreja de São Roque (chiesa di San Rocco) a Lisbona. Costruzione ripetutamente interrotta prima che il Terzi assumesse la direzione dei lavori, che vennero completati negli anni novanta del Cinquecento
- Forte de São Filipe de Setúbal (San Filippo di Setúbal), a Setúbal, 1597. Progettato da Terzi, fu completato dopo la sua morte, sopravvenuta durante i lavori di costruzione.